# دیران
کوه دیران واقع در ناحیه گلگت-بلتستان کشور پاکستان است که رشته کوه قراقروم را تشکیل می‌دهد. این کوه ۷٬۲۶۶ متری که به شکل هرم است، تا نزدیکی قسمت غربی کوه راکاپوشی کشیده شده است.

دیران کوه خطرناکی است که به سومین کوه قاتل پاکستان معروف است. که برف‌های سنگین آن باعث صد ها کشته شده است.

اولین بار کوه دیران در سال ۱۹۶۸ توسط سه اتریشی به نام‌های: توسط راینر گوشل، رودولف پیشینگر و هانس شل فتح شد. قبل از آن گروه آلمانی در سال ۱۹۵۹ و گروه اتریشی در سال ۱۹۶۴ برای فتح قله تلاش کرده بودند که شکست خوردند.